# 上益城郡
- 令制国一覧 > 西海道 > 肥後国 > 上益城郡
- 日本 > 九州地方 > 熊本県 > 上益城郡

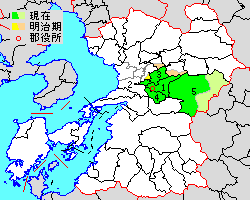
熊本県上益城郡の位置（1.御船町 2.嘉島町 3.益城町 4.甲佐町 5.山都町 薄黄：後に他郡に編入された区域 薄緑：後に他郡から編入した区域）

上益城郡（かみましきぐん）は、熊本県（肥後国）の郡。
人口81,402人、面積783.96km²、人口密度104人/km²。（2025年2月1日、推計人口）
以下の5町を含む。
- 御船町（みふねまち）
- 嘉島町（かしままち）
- 益城町（ましきまち）
- 甲佐町（こうさまち）
- 山都町（やまとちょう）

## 郡域
1879年（明治12年）に行政区画として発足した当時の郡域は、下記の区域にあたる。
- 熊本市
  - 東区の一部（概ね秋津町秋田・秋津町沼山津・秋津・沼山津・東野・秋津新町・昭和町・花立・桜木）
- 御船町・嘉島町・益城町・甲佐町の全域
- 山都町の大部分（郷野原、安方、仏原、大平、上川井野、成君、菅以西）
- 菊池郡菊陽町の一部（白川以南）
- 阿蘇郡西原村の一部（河原）

## 歴史
江戸時代に益城郡が上益城郡・下益城郡に分割されて成立。

### 近世以降の沿革
- 明治初年時点では全域が肥後熊本藩領であった。「旧高旧領取調帳」に記載されている明治初年時点での村は以下の通り。（2町199村）

鯰村、下鯰村、西鯰村、上仲間村、下仲間村、犬淵村、上島村、西上島村、万ヶ瀬村、秋唯村、陣村、小坂村、上六嘉村、下六嘉村、南六嘉村、北甘木村、上北甘木村、井寺村、櫛島村、小池村、下砥川村、砥川村、上砥川村、木崎村、赤井村、上無田村、下牟田村、東沼山津村、西沼山津村、中牟田村、西牟田村、東無田村、広崎村、古閑村（現・益城町）、西総領村、東総領村、福富村、馬水村、安永村、宮園村、木山町村、迫村、福原村、北福原村、中福原村、下福原村、平田村、下寺中村、寺中村、下陣村、上陣村、田原村、小谷村、杉堂村、下河原村、中河原村、河原村、戸次村、馬場楠村、曲手村、上唐川村、唐川村、坂谷村、西原村、小鹿村、安平村、上揚村、東寒野村、西寒野村、上豊内村、下豊内村、岩下町、仁田子村、大町村、横田村、有安村、中横田村、下横田村、浅井村、上早川村、下早川村、北早川村、糸田村、古閑村（現・甲佐町）、八町村、山出村（現・甲佐町）、芝原村、吉田村、府領村、和田内村、上田口村、下田口村、津志田村、中山村、三ヶ村（現・甲佐町）、世持村、麻生原村、船津村、辺田見村、南木倉村、西木倉村、東木倉村、北木倉村、高山村、高野村、下高野村、甘木村、今城村、牛ヶ瀬村（現・御船町）、御船町村、横野村（現・御船町）、川内田村、梅木村（現・御船町）、水越村、東水越村、南上野村、北上野村、東上野村、西上野村、八勢村、南田代村、北田代村、上田代村、下馬尾村、千滝村、牧野村、荒谷村、白小野村、万坂村、藤木村、勢井村、柚木村、葛原村、三ヶ村（現・山都町）、猿渡村、市原村、山田村、芦屋田村、長田村、南田村、上司尾村、寺川口村、大野村、杉村、梅木村（現・山都町）、田小野村、金内村、北中島村、中島村、木鷺野村、原村、片平村、下大川村、今村、入佐村、黒木尾村、川俣村、名連石村、上名連石村、下名連石村、篠原村、山出村（現・山都町）、麻生村、仁田尾村、牛ヶ瀬村（現・山都町）、鶴底村、川口村、井牟田村、江野原村、畑村、男成村、稲生原村、上河井野村、平野村、大川村、仏原村、安方村、高月村、浜村、浜町、轟村、桐原村、田吉村、下河井野村、下田所村、上田所村、横野村（現・山都町）、河内村、成君村、尾野尻村、小野尻村、下市村、小原村、長野村、犬飼村、新藤村、小ヶ蔵村、白石村、津留村、目丸村、菅村
- 明治4年7月14日（1871年8月29日） - 廃藩置県により熊本県（第1次）の管轄となる。
- 明治5年6月14日（1872年7月19日） - 白川県の管轄となる。
- 明治7年（1874年） - 以下の各村の統合が行われる。（2町180村）

- 田口村 ← 和田内村、上田口村、下田口村
- 早川村 ← 下早川村、北早川村
- 白旗村 ← 古閑村（現・甲佐町）、八町村、山出村（現・甲佐町）
- 滝尾村 ← 横野村（現・御船町）、川内田村、梅木村（現・御船町）

- 七滝村 ← 南上野村、北上野村、東上野村
- 上野村 ← 西上野村、八勢村、南田代村
- 田代村 ← 北田代村、上田代村

- 北福原村・中福原村・下福原村が福原村に、下河原村・中河原村が河原村に、東水越村が水越村に、稲生原村が男成村にそれぞれ合併。

- 明治8年（1875年）12月10日 - 熊本県（第2次）の管轄となる。同年、以下の各村の統合が行われる。（2町170村）

- 沼山津村 ← 東沼山津村、西沼山津村
- 総領村 ← 西総領村、東総領村
- 豊内村 ← 上豊内村、下豊内村
- 小笹村 ← 篠原村、山出村（現・山都町）［小村小払村］
- 麻山村 ← 山出村（現・山都町）［残部］、麻生村
- 鶴ヶ田村 ← 仁田尾村、牛ヶ瀬村（現・山都町）、鶴底村

- 大平村 ← 平野村、大川村
- 城原村 ← 轟村、桐原村
- 田所村 ← 下田所村、上田所村
- 野尻村 ← 尾野尻村、小野尻村
- 白藤村 ← 白石村、犬飼村［小村愛藤寺村］

- 明治9年（1876年） - 以下の各村の統合が行われる。（2町138村）

- 豊秋村 ← 万ヶ瀬村、秋唯村
- 島田村 ← 櫛島村、東無田村
- 寺迫村 ← 迫村、下寺中村
- 木倉村 ← 南木倉村、西木倉村、東木倉村、北木倉村
- 高木村 ← 高山村、高野村、下高野村、甘木村
- 滝川村 ← 今城村、牛ヶ瀬村（現・御船町）
- 上寺村 ← 上司尾村、寺川口村、大野村
- 杉木村 ← 杉村、梅木村（現・山都町）

- 島木村 ← 中島村、木鷺野村
- 城平村 ← 片平村、下大川村
- 黒川村 ← 黒木尾村、川俣村
- 御所村 ← 名連石村、上名連石村
- 川野村 ← 横野村（現・山都町）、河内村
- 長原村 ← 小原村、長野村
- 新小村 ← 新藤村、小ヶ蔵村

- 下鯰村・西鯰村が鯰村に、西上島村が上島村に、南六嘉村・上無田村が下六嘉村に、上北甘木村が北甘木村に、下砥川村・上砥川村が砥川村に、木崎村が赤井村に、上唐川村が唐川村に、今村が入佐村に、浜村が浜町にそれぞれ合併。
- 御船町村が改称して御船町となる。

- 明治10年（1877年） - 下牟田村・中牟田村・西牟田村が合併して秋田村となる。（2町136村）
- 明治12年（1879年）1月20日 - 郡区町村編制法の熊本県での施行により、行政区画としての上益城郡が発足。郡役所が辺田見村に設置。
- 明治13年（1880年） - 三ヶ村（現・甲佐町）が改称して南三箇村となる。

### 町村制以降の沿革

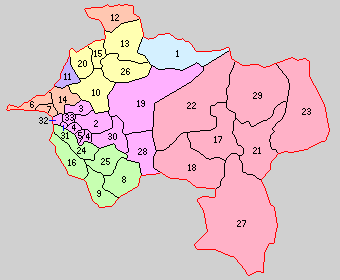
1.河原村 2.木倉村 3.高木村 4.滝川村 5.御船町 6.大川村 7.上島村 8.宮内村 9.甲佐町 10.飯野村 11.秋津村 12.白水村 13.津森村 14.六嘉村 15.木山町 16.乙女村 17.浜町村 18.下矢部村 19.七滝村 20.広安村 21.御岳村 22.中島村 23.朝日村 24.白旗村 25.竜野村 26.福田村 27.白糸村 28.水越村 29.名連川村 30.滝尾村 31.陣村 32.豊秋村 33.小坂村（紫：熊本市 桃：御船町 下橙：嘉島町 黄：益城町 緑：甲佐町 赤：山都町 上橙：菊池郡菊陽町 水色：阿蘇郡西原村）

- 明治22年（1889年）4月1日 - 町村制の施行により、以下の町村が発足。（3町30村）
  - 河原村（単独村制。現・阿蘇郡西原村）
  - 木倉村、高木村（それぞれ単独村制。現・御船町）
  - 滝川村 ← 滝川村、辺田見村（現・御船町）
  - 御船町（単独町制。現存）
  - 大川村 ← 上仲間村、下仲間村、鯰村、犬淵村（現・嘉島町）
  - 上島村（単独村制。現・嘉島町）
  - 宮内村 ← 上揚村、小鹿村、坂谷村、西原村、安平村（現・甲佐町）
  - 甲佐町 ← 岩下町、仁田子村、有安村、横田村、大町村、豊内村、東寒野村、西寒野村（現存）
  - 飯野村 ← 砥川村、小池村、赤井村、島田村（現・益城町）
  - 秋津村 ← 秋田村、沼山津村（現・熊本市）
  - 白水村 ← 曲手村、馬場楠村、戸次村、唐川村（現・菊池郡菊陽町）
  - 津森村 ← 田原村、下陣村、上陣村、小谷村、杉堂村、寺中村（現・益城町）
  - 六嘉村 ← 下六嘉村、上六嘉村、井寺村、北甘木村（現・嘉島町）
  - 木山町 ← 木山町村、寺迫村、宮園村（現・益城町）
  - 乙女村 ← 津志田村、世持村、麻生原村、船津村、田口村、府領村、中山村、南三箇村（現・甲佐町）
  - 浜町村 ← 浜町、下馬尾村、千滝村、南田村、長田村、芦屋田村、山田村、市原村、杉木村、上寺村、城平村、城原村、下市村（現・山都町）
  - 下矢部村 ← 牧野村、荒谷村、白小野村、万坂村、藤木村、勢井村、柚木村、猿渡村、三ヶ村、葛原村（現・山都町）
  - 七滝村 ← 上野村、田代村、七滝村（現・御船町）
  - 広安村 ← 広崎村、福富村、古閑村、馬水村、総領村、安永村（現・益城町）
  - 御岳村 ← 野尻村、下河井野村、田所村、川野村、成君村、上河井野村、男成村、小笹村、畑村、入佐村、麻山村（現・山都町）
  - 中島村 ← 北中島村、島木村、金内村、田小野村、原村（現・山都町）
  - 朝日村 ← 高月村、鶴ヶ田村、安方村、江野原村、川口村、井牟田村、仏原村、大平村（現・山都町）
  - 白旗村 ← 早川村、糸田村、白旗村、芝原村、吉田村（現・甲佐町）
  - 龍野村 ← 中横田村、下横田村、浅井村、上早川村（現・甲佐町）
  - 福田村 ← 福原村、平田村（現・益城町）
  - 白糸村 ← 白藤村、津留村、目丸村、菅村、新小村、犬飼村、長原村、田吉村（現・山都町）
  - 水越村（単独村制。現・御船町）
  - 名連川村 ← 御所村、下名連石村、黒川村（現・山都町）
  - 滝尾村、陣村、豊秋村、小坂村（それぞれ単独村制。現・御船町）
- 明治29年（1896年）6月1日 - 郡制を施行。
- 明治38年（1905年）10月1日 - 大川村・上島村が合併して大島村が発足。（3町29村）
- 明治45年（1912年）4月1日 - 浜町村が町制施行・改称して浜町となる。（4町28村）
- 大正7年（1918年）4月1日 - 滝川村・御船町が合併し、改めて御船町が発足。（4町27村）
- 大正12年（1923年）4月1日 - 郡会が廃止。郡役所は存続。
- 大正15年（1926年）7月1日 - 郡役所が廃止。以降は地域区分名称となる。
- 昭和15年（1940年）4月1日 - 滝尾村・水越村が合併して滝水村が発足。（4町26村）
- 昭和23年（1948年）4月1日 - 阿蘇郡小峰村の所属郡が本郡に変更。（4町27村）
- 昭和29年（1954年）
  - 4月1日 - 飯野村・広安村・木山町・福田村・津森村が合併して益城町が発足。（4町23村）
  - 10月1日 - 秋津村が熊本市に編入。（4町22村）
- 昭和30年（1955年）
  - 1月1日（4町10村）
    - 甲佐町・宮内村・龍野村・白旗村・乙女村が合併し、改めて甲佐町が発足。
    - 大島村・六嘉村が合併して嘉島村が発足。
    - 御船町・滝水村・七滝村・木倉村・高木村・豊秋村・小坂村・陣村が合併し、改めて御船町が発足。

  - 2月1日 - 下矢部村・浜町・白糸村・御岳村が合併して矢部町が発足。（4町7村）
  - 4月1日 - 白水村が菊池郡津田村・原水村と合併して菊池郡菊陽村が発足。（4町6村）
- 昭和31年（1956年）7月1日 - 朝日村・小峰村が合併して清和村が発足。（4町5村）
- 昭和32年（1957年）4月1日 - 中島村・名連川村が矢部町に編入。（4町3村）
- 昭和35年（1960年）9月1日 - 河原村が阿蘇郡山西村と合併して阿蘇郡西原村が発足。（4町2村）
- 昭和44年（1969年）2月1日 - 嘉島村が町制施行して嘉島町となる。（5町1村）
- 平成17年（2005年）2月11日 - 矢部町・清和村が阿蘇郡蘇陽町と合併して山都町が発足。（5町）

### 変遷表
| 明治22年以前 | 明治22年4月1日  | 明治22年 - 昭和19年          | 昭和20年 - 昭和29年          | 昭和30年 - 昭和39年                | 昭和40年 - 昭和63年 | 平成元年 - 現在        | 現在          |
| ------------ | --------------- | ---------------------------- | ---------------------------- | ---------------------------------- | ------------------- | ---------------------- | ------------- |
|              | 御船町          | 大正7年4月1日 御船町         | 御船町                       | 昭和30年1月1日 御船町              | 御船町              | 御船町                 | 御船町        |
|              | 滝川村          | 大正7年4月1日 御船町         | 御船町                       | 昭和30年1月1日 御船町              | 御船町              | 御船町                 | 御船町        |
|              | 木倉村          | 木倉村                       | 木倉村                       | 昭和30年1月1日 御船町              | 御船町              | 御船町                 | 御船町        |
|              | 高木村          | 高木村                       | 高木村                       | 昭和30年1月1日 御船町              | 御船町              | 御船町                 | 御船町        |
|              | 七滝村          | 七滝村                       | 七滝村                       | 昭和30年1月1日 御船町              | 御船町              | 御船町                 | 御船町        |
|              | 滝尾村          | 昭和15年4月1日 滝水村        | 滝水村                       | 昭和30年1月1日 御船町              | 御船町              | 御船町                 | 御船町        |
|              | 水越村          | 昭和15年4月1日 滝水村        | 滝水村                       | 昭和30年1月1日 御船町              | 御船町              | 御船町                 | 御船町        |
|              | 豊秋村          | 豊秋村                       | 豊秋村                       | 昭和30年1月1日 御船町              | 御船町              | 御船町                 | 御船町        |
|              | 陣村            | 陣村                         | 陣村                         | 昭和30年1月1日 御船町              | 御船町              | 御船町                 | 御船町        |
|              | 小坂村          | 小坂村                       | 小坂村                       | 昭和30年1月1日 御船町              | 御船町              | 御船町                 | 御船町        |
|              | 甲佐町          | 甲佐町                       | 甲佐町                       | 昭和30年1月1日 甲佐町              | 甲佐町              | 甲佐町                 | 甲佐町        |
|              | 宮内村          | 宮内村                       | 宮内村                       | 昭和30年1月1日 甲佐町              | 甲佐町              | 甲佐町                 | 甲佐町        |
|              | 乙女村          | 乙女村                       | 乙女村                       | 昭和30年1月1日 甲佐町              | 甲佐町              | 甲佐町                 | 甲佐町        |
|              | 白旗村          | 白旗村                       | 白旗村                       | 昭和30年1月1日 甲佐町              | 甲佐町              | 甲佐町                 | 甲佐町        |
|              | 竜野村          | 竜野村                       | 竜野村                       | 昭和30年1月1日 甲佐町              | 甲佐町              | 甲佐町                 | 甲佐町        |
|              | 木山町          | 木山町                       | 昭和29年4月1日 益城町        | 益城町                             | 益城町              | 益城町                 | 益城町        |
|              | 飯野村          | 飯野村                       | 昭和29年4月1日 益城町        | 益城町                             | 益城町              | 益城町                 | 益城町        |
|              | 津森村          | 津森村                       | 昭和29年4月1日 益城町        | 益城町                             | 益城町              | 益城町                 | 益城町        |
|              | 広安村          | 広安村                       | 昭和29年4月1日 益城町        | 益城町                             | 益城町              | 益城町                 | 益城町        |
|              | 福田村          | 福田村                       | 昭和29年4月1日 益城町        | 益城町                             | 益城町              | 益城町                 | 益城町        |
|              | 六嘉村          | 六嘉村                       | 六嘉村                       | 昭和30年1月1日 嘉島村              | 昭和44年2月1日 町制 | 嘉島町                 | 嘉島町        |
|              | 大川村          | 明治38年10月1日 大島村       | 大島村                       | 昭和30年1月1日 嘉島村              | 昭和44年2月1日 町制 | 嘉島町                 | 嘉島町        |
|              | 上島村          | 明治38年10月1日 大島村       | 大島村                       | 昭和30年1月1日 嘉島村              | 昭和44年2月1日 町制 | 嘉島町                 | 嘉島町        |
|              | 浜町村          | 明治45年4月1日 町制改称 浜町 | 浜町                         | 昭和30年2月1日 矢部町              | 矢部町              | 平成17年2月11日 山都町 | 山都町        |
|              | 下矢部村        | 下矢部村                     | 下矢部村                     | 昭和30年2月1日 矢部町              | 矢部町              | 平成17年2月11日 山都町 | 山都町        |
|              | 御嶽村          | 御嶽村                       | 御嶽村                       | 昭和30年2月1日 矢部町              | 矢部町              | 平成17年2月11日 山都町 | 山都町        |
|              | 白糸村          | 白糸村                       | 白糸村                       | 昭和30年2月1日 矢部町              | 矢部町              | 平成17年2月11日 山都町 | 山都町        |
|              | 中島村          | 中島村                       | 中島村                       | 昭和32年4月1日 矢部町に編入        | 矢部町              | 平成17年2月11日 山都町 | 山都町        |
|              | 名連川村        | 名連川村                     | 名連川村                     | 昭和32年4月1日 矢部町に編入        | 矢部町              | 平成17年2月11日 山都町 | 山都町        |
|              | 朝日村          | 朝日村                       | 朝日村                       | 昭和31年7月1日 清和村              | 清和村              | 平成17年2月11日 山都町 | 山都町        |
|              | 阿蘇郡 小峰村   | 阿蘇郡 小峰村                | 昭和23年4月1日 上益城郡      | 昭和31年7月1日 清和村              | 清和村              | 平成17年2月11日 山都町 | 山都町        |
|              | 阿蘇郡 馬見原町 | 阿蘇郡 馬見原町              | 阿蘇郡 馬見原町              | 昭和31年9月30日 阿蘇郡 蘇陽町      | 阿蘇郡 蘇陽町       | 平成17年2月11日 山都町 | 山都町        |
|              | 阿蘇郡 菅尾村   | 阿蘇郡 菅尾村                | 阿蘇郡 菅尾村                | 昭和31年9月30日 阿蘇郡 蘇陽町      | 阿蘇郡 蘇陽町       | 平成17年2月11日 山都町 | 山都町        |
|              | 阿蘇郡 柏村     | 阿蘇郡 柏村                  | 阿蘇郡 柏村                  | 昭和31年9月30日 阿蘇郡 蘇陽町      | 阿蘇郡 蘇陽町       | 平成17年2月11日 山都町 | 山都町        |
|              | 河原村          | 河原村                       | 河原村                       | 昭和35年9月1日 阿蘇郡 西原村の一部 | 阿蘇郡 西原村の一部 | 阿蘇郡 西原村の一部    | 阿蘇郡 西原村 |
|              | 白水村          | 白水村                       | 白水村                       | 昭和30年4月1日 菊池郡 菊陽村の一部 |                     |                        | 菊池郡 菊陽町 |
|              | 秋津村          | 秋津村                       | 昭和29年10月1日 熊本市に編入 |                                    |                     |                        | 熊本市        |

## 行政
歴代郡長
| 代 | 氏名 | 就任年月日                | 退任年月日                | 備考                   |
| -- | ---- | ------------------------- | ------------------------- | ---------------------- |
| 1  |      | 明治12年（1879年）1月20日 |                           |                        |
|    |      |                           | 大正15年（1926年）6月30日 | 郡役所廃止により、廃官 |